# Homi K. Bhabha
Homi Kharshedji Bhabha (* 1. listopadu 1949 Bombaj, Indická unie) je indicko-britský badatel a představitel kritické teorie. Je profesorem humanitních věd na Harvardově univerzitě. Je jednou z nejvlivnějších osobností současných postkoloniálních studiích, přičemž sám obor obohatil řadou nových konceptů, např. hybriditou, mimikry, diferencí nebo ambivalencí. Pomocí těchto konceptů Bhabha popisuje strategie, jakými kolonizovaní lidé vzdorují moci kolonizátorů. Jeho manželkou je Jacqueline Bhabha, advokátka a přednášející na Harvardu, s níž má tři děti.

## Život
Bhabha se narodil v Bombaji do rodiny Pársů. Bakalářské studium zakončil na Bombajské univerzitě, magisterský a doktorský titul (v oboru anglické literatury) získal na univerzitě v Oxfordu. Deset let přednášel na katedře anglistiky na Sussexské univerzitě. Dále působil na Princetonské univerzitě a byl hostujícím profesorem na Pensylvánské univerzitě. V pozdějších letech pracoval i na dalších prestižních školách (Chicago, Londýn).

## Myšlenky

### Hybridita
Jedním z ústředních konceptů Bhabhovy práce je „hybridita“, jíž navazuje na dílo Edwarda Saida. Ta popisuje vznik nových kulturních forem na pozadí multikulturalismu. Bhabha poukazuje na to, že bychom neměli vnímat kolonializmus jen jako fenomén minulosti. Namísto toho kolonializmus pomocí svého vlivu na různé kultury neustále proniká do současnosti, a proto bychom se měli zaměřit na pochopení mezikulturních vztahů.
Hybridita poukazuje na vztah kolonizovaného a kolonizátora mezi nimiž vzniká vzájemná závislost a společně konstruovaná subjektivita. Podle Bhabhy kulturní identity vždycky vznikají v rámci ambivaletního „Třetího Prostoru“ skrze „vyslovování“. Pojetí hierarchizované „čisté“ kultury je pak neobhajitelné, pomocí čehož lze překonat exoticismus. Během hybridizace dochází jak k ovlivňování identity kolonizovaného identitou kolonizátora, tak i vice verza.
Jeho práce ovlivnila studium kolonializmu aplikací poststrukturalistické metodologie na koloniální texty.

### Ambivalence
Z pohledu konceptu ambivalence se kultura skládá z opozitních vnímání a dimenzí. Bhabha tvrdí, že tato ambivalence, tato dualita, která představuje rozkol v identitách kolonizovaných „jiných“, počítá s existencí jedinců, jež jsou hybridem identit jejich vlastní kultury a kultury kolonizátorů. Ambivalence také přispívá k tomu, proč je koloniální moc charakterizovaná svou opožděností. Znaky koloniální autority nabývají na svých významech teprve až po „traumatické scéně koloniální diference, kulturní či rasové, a obrací pohled moci k jistému primárnímu, archaickému obrazu či identitě. Takový obraz však paradoxně nemůže být ‚originální‘ – kvůli opakování, které jej vytváří –, ani ‚identický‘ – kvůli diferenci, která jej definuje.“ Koloniální přítomnost tak zůstává ambivalentní, rozpolcená mezi svým vystupováním jakožto originální a autoritativní a svou artikulací jakožto opakování a diference. Tím se otevírají dva rozměry koloniálního diskurzu: diskurz, který se vyznačuje vynalézavostí a dokonalým zvládnutím, a diskurz vytěsňování a fantazie.

### Kulturní diference, vyslovování a stereotyp
Bhabha zavádí kulturní diferenci jako alternativu ke kulturní diverzitě. V kulturní diverzitě je kultura „objektem empirického poznání“ a existuje již před poznávajícím, zatímco kulturní diference vnímá kulturu jako místo, v němž se setkávají dvě nebo více kultur a kde také dochází k většině problémů, konstruovaných spíše diskurzivně než předem daných, jde o „proces vyslovování kultury jakožto ‚poznatelné‘“. Vyslovování (enunciace) je aktem vyjádření kultury, které se odehrává ve „Třetím Prostoru“. Protože kultura není nikdy předem daná, musí být vyslovena. Kulturní diference se odhaluje a rozpoznává právě prostřednictvím vyslovování. Proces vyslovování představuje během artikulace nových kulturních významů a strategií rozkol mezi tradicí stabilního referenčního systému a negací samozřejmosti kultury. V současné politice představuje praxi nadvlády, nebo odporu.
Kulturní diference je tedy procesem identifikace, zatímco kulturní diverzita je komparativní a kategorizovaná. A je to právě tato možnost odlišnosti a artikulace, která by mohla osvobodit označujícího dané barvy pleti/kultury od fixací rasové typologie, nicméně tomuto chápání a artikulaci označujícího určité „rasy“ jinak než jako něco „jiného“ brání stereotypy. Důležitým aspektem koloniálního a postkoloniálního diskurzu je jejich závislost na konceptu „stálosti“ při konstrukci jinakosti. Stálost předpokládá opakování, strnulost a neměnný řád, stejně jako neuspořádanost. Stereotyp závisí na tomto pojetí stálosti. Stereotyp vytváří „identitu“, „jíž se přičítá právě tolik moci a slasti jako úzkosti a obrany, poněvadž je formou složeného a vnitřně rozporného přesvědčení tím, jak rozpoznává jinakost a zároveň ji zneuznává.“

### Mimikry
Stejně jako Bhabhův koncept hybridity jsou mimikry metonymií přítomnosti. Mimikry se objevují, když členové kolonizované společnosti napodobují a přebírají kulturu kolonizátorů. Jacques Lacan píše: „[m]imikry má za cíl kamufláž. ... Nejde o to uvést se v soulad s pozadím, nýbrž na skvrnitém pozadí se rovněž poskvrnit.“ Koloniální mimikry vycházejí z touhy kolonisty po upraveném, rozpoznatelném „jiném“, jakožto subjektu odlišnosti, který je, jak píše Bhabha, „téměř stejný, ale ne zcela“. Mimikry jsou tedy znakem dvojí artikulace; strategií, která si přivlastňuje jiného a zároveň zvěcňuje moc. Mimikry jsou navíc znakem nepatřičnosti, „diference nebo nepoddajnosti, která kloubí dominantní strategickou funkci koloniální moci, zesiluje dohled a představuje bezprostřední hrozbu jak pro ‚normalizované‘ vědění, tak pro disciplinující moc.“
Mimikry tak dávají koloniálnímu subjektu částečnou přítomnost, jako by ona „koloniálnost“ závisela na své reprezentaci v rámci samotného autoritativního diskurzu. Paradoxně se kolonizátoři chtějí projevit jako „autentičtí“ pomocí mimikry – procesem psaní a opakování – pomocí této dílčí reprezentace. Na druhou stranu Bhabha neinterpretuje mimikry jako narcistní identifikaci kolonizátora, při níž kolonizovaný přestává být osobou bez přítomnosti kolonizátora v jeho identitě. Mimikry chápe jako „dvojí vizi, která odhalením ambivalence koloniálního diskurzu rovněž narušuje jeho autoritu. Tato dvojí vize je výsledkem toho, co jsem popsal jako částečnou reprezentaci/rozpoznání koloniálního objektu. [...] Jsou však také, jak jsem ukázal, figurami zdvojení, částečnými objekty metonymie koloniální touhy, jež zcizují modálnost a normálnost vládnoucích diskurzů, v nichž vyvstávají jako ‚nepatřičné‘ koloniální subjekty.“
Touha kolonizovaného je převrácena, jelikož koloniální apropriace nyní produkuje částečnou představu přítomnosti kolonizátora; pohled „jiného“ je protějškem pohledu kolonizátora, který sdílí vhled genealogického pohledu, jenž osvobozuje marginalizovaného jedince a rozbíjí jednotu lidského bytí, skrze níž rozšiřoval svou suverenitu. A tak se tedy „pozorovatel stává pozorovaným a ‚částečná‘ reprezentace reartikuluje celý koncept identity, jenž odcizuje jeho esenci.“

### Třetí Prostor
Třetí Prostor se chová jako nejednoznačný prostor, jenž vzniká při interakci dvou nebo více jedinců/kultur. Třetí Prostor „zpochybňuje naše vnímání historické identity kultury jakožto homogenizující, sjednocující síly autorizované původní Minulostí a udržované při životě národní tradicí Lidu.“ Tato ambivalentní oblast diskurzu, která slouží jako místo diskurzivních podmínek vyslovování „dislokuje narativ západního národa [jenž] je psán v homogenním, seriálovém čase.“ Děje se tak prostřednictvím „rušivé časovosti vyslovování“. Bhabha tvrdí, že „kulturní tvrzení a systémy vznikají v tomto rozporném a ambivalentním prostoru vyslovování.“ Z toho vyplývá, že hierarchické nároky na vrozenou původnost nebo čistotu kultur jsou neplatné. Vyslovování předpokládá, že kultura není neměnná a že i tytéž znaky mohou být apropriovány, překládány, rehistorizovány a nově čteny.

### Vliv
Bhabhova práce v postkoloniální teorii vděčí za mnohé poststrukturalismu. Vliv na Bhabhu měl Jacques Derrida a dekonstruktivismus, Jacques Lacan a jeho pojetí psychoanalýzy a diskurzivita Michela Foucaulta. Sám Bhabha za svou největší inspiraci označil Edwarda Saida. V oblasti společenských věd na Bhabhu navazuje Edward Soja ve svém pojetí prostoru, akce a reprezentace a Rey Chow s jejím pojetím koercivního mimeticismu.

## Přijetí
Bhabha je kritizován za používání nesrozumitelného žargonu a hutného jazyka. V roce 1998 Bhabha obdržel druhé ocenění od časopisu Philosophy and Literature v rámci „Soutěže ve špatném psaní“. Konkrétně se jednalo o větu z knihy Místa kultury (1994):
Pokud lze lest touhy na chvíli využít ku prospěchu disciplíny, pak lze opakování provinění, ospravedlňování, pseudovědeckých teorií, předsudků, pochybných autorit a klasikací vnímat jako zoufalé úsilí o formální ‚normalizaci‘ rušivého diskurzu štěpení, který problematizuje racionální, osvícené nároky jeho vyslovovací modálnosti.
V rozhovoru z roku 2005 Bhabha vyjádřil své roztrpčení nad takovou kritikou a implicitním očekáváním, že filozofové by měli používat „běžný jazyk obyčejného člověka“, zatímco vědci jsou od podobného používání jazyka, který není běžnému čtenáři okamžitě srozumitelný, osvobozeni.

## Vyšlo česky
- Místa kultury. Praha: tranzit.cz, 2012. 345 s. ISBN 978.80-87259-16-0; orig.: The Location of Culture (1994)